# Tetsuo Nakanishi
Tetsuo Nakanishi (jap. 中西 哲生, Nakanishi Tetsuo; * 8. September 1969 in der Präfektur Aichi) ist ein ehemaliger japanischer Fußballspieler.

## Karriere
Nakanishi erlernte das Fußballspielen in der Universitätsmannschaft der Dōshisha-Universität. Seinen ersten Vertrag unterschrieb er 1992 bei Nagoya Grampus Eight. Der Verein spielte in der höchsten Liga des Landes, der J1 League. 1995 gewann er mit dem Verein den Kaiserpokal. 1996 wurde er mit dem Verein Vizemeister der J1 League. Für den Verein absolvierte er 90 Erstligaspiele. 1997 wechselte er zum Zweitligisten Kawasaki Frontale. 1999 wurde er mit dem Verein Meister der J2 League und stieg in die J1 League auf. Für den Verein absolvierte er 96 Spiele. Ende 2000 beendete er seine Karriere als Fußballspieler.

## Erfolge
Nagoya Grampus Eight
- J1 League

Vizemeister: 1996
- Kaiserpokal

Sieger: 1995
Kawasaki Frontale
- J.League Cup

Finalist: 2000